# Gashina
"Gashina" é uma canção gravada pelo cantora sul-coreana Sunmi. Foi lançado em 22 de agosto de 2017, pela MakeUs Entertainment e The Black Label e distribuído pela LOEN Entertainment, com seu video musical estreando um dia antes. "Gashina" é o primeiro lançamento da Sunmi desde a dissolução das Wonder Girls e a expiração de seu contrato com a JYP Entertainment.
A música encabeçou o Gaon Digital Chart e vendeu mais de 1.100.000 downloads digitais em dezembro de 2017.

## Composição
Escrito por Teddy Park, Sunmi, Joe Rhee e 24, a música foi descrita como um "número de synthpop de estilo dancehall que balança uma atmosfera de estilo oriental e um som de baixo rítmico distinto". Foi coproduzido pela The Black Label, uma subsidiária da YG Entertainment.

## Desempenho comercial
A cópia física de "Gashina", intitulada Sunmi Special Edition Gashina, entrou no número 16 na Gaon Album Chart, na edição do gráfico de 20 a 26 de agosto de 2017. O CD físico vendeu 2.954 cópias e foi colocado no número 56 para o mês de agosto.
A música estreou no número 2 no Gaon Digital Chart, na edição do gráfico de 20 a 26 de agosto de 2017, com 174.383 downloads vendidos –superando o Download Chart– e 4.670.275 streamings. A música foi colocada no número 15 durante o mês de agosto e foi classificada no número 3 no mês seguinte. "Gashina" vendeu mais de 667.590 downloads digitais em setembro de 2017.
"Gashina" também estreou no número 3 na World Digital Digital Song Sales com 1.000 downloads vendidos na semana que termina em 9 de setembro de 2017.
A canção foi a 32ª canção mais vendida de 2017 com 1,190,380 downloads vendidos.

## Desempenho nas paradas
| Parada (2017)                      | Melhor posição |
| ---------------------------------- | -------------- |
| Coreia do Sul (Gaon Digital Chart) | 1              |
| Coreia do Sul (Gaon Album Chart)   | 16             |
| US World Digital Songs (Billboard) | 3              |
| Coreia do Sul (K-pop Hot 100)      | 2              |